# Júlio Cândido Neuparth
Júlio Cândido Neuparth OSE (Lisboa, 29 de Março de 1863 - Lisboa, Encarnação, 16 de Março de 1919) foi um músico, compositor, professor, jornalista e maestro português.

## Biografia
Filho do músico Augusto Neuparth e de sua mulher Virgínia Júlia de Oliveira Bastos e neto paterno do também músico Eduardo Neuparth e de sua mulher Margarida Boehmler.
Seguindo a carreira musical que seu avô paterno, Eduardo Neuparth, e seu pai, Augusto Neuparth, tanto honraram, matriculou-se no Conservatório Real de Lisboa. Entrou para a Orquestra do Real Teatro de São Carlos em 1879, e ali se conservou até 1887, tendo, entretanto, concluído, com distinção, o curso de Violino em 1882 e os estudos teóricos em 1884.
Neste Real Teatro, fez executar um dos seus primeiros notáveis trabalhos, Abertura em dó maior, sob a regência do Maestro Marino Mancinelli, que lhe rendeu os maiores elogios. A esta composição se seguiram outras para orquestra, tais como Selierzo, Minuetto capriccioso, Rêverie, L'Orientale, suíte de três números, e Parafrase de uma canção portuguesa. Compôs, ainda, Impromptu, para grande orquestra, e Quarteto, para instrumentos de corda, que obteve o 1.º Prémio no Concurso de Música de Câmara, em 1908. São, também, de sua autoria Sérenade e Alta Mazurka, para violino e piano, As Amazonas, Noites de Odivelas, Os Ciganos, e, em colaboração, Corte d' El-Rei Pimpão, Paródia à ópera Aida e Herança do Alcaide, e a música para a opereta A preta do Mexilhão, além de numerosas peças para piano e canto.
Em 1895, foi nomeado Professor Provisório do Conservatório Real, onde regeu a Cadeira de Harmonia, cargo que passou a exercer, a título definitivo, em 1898.
Destacou-se como violinista, até que uma doença nervosa o forçou a renunciar ao seu instrumento favorito.
Foi ele o Fundador do Instituto Musical, bela iniciativa, mas de curta duração.
Escritor elegante e erudito, deixou traduções de várias obras didácticas da especialidade, entre as quais os Tratados de Harmonia de Émile Durand e de François Bazin, e o Tratado de Orquestração de François-Auguste Gevaert.
De 1890 a 1898, foi o Redactor principal da revista "Amphion", e, desde 1893 até pouco antes do seu falecimento, manteve a secção musical do "Diário de Notícias".
Fez parte do Júri da Secção Musical da Exposição Industrial de 1888.
Júlio Cândido Neuparth, em cada composição que apresentava, patenteava sempre a sua personalidade musical. Dotado de inspiração e duma profunda ciência, as suas obras são um modelo de técnica.
Reuniu em volume as crónicas que publicou no "Diário de Notícias", dando-lhe por título Os grandes períodos da música, constituindo um resumo da História Geral da Música.
Era Sócio da Academia Real das Ciências de Lisboa e da Academia Francesa, de Paris.
Como Júlio Neuparth, Professor de Harmonia do Conservatório de Lisboa, foi condecorado com o grau de Oficial da Ordem de Santiago a 27 de Janeiro de 1910 (Diário do Governo, N.º 22, 31 de Janeiro de 1910).
Sucedeu a seu pai na Direcção da casa Augusto Neuparth e Neuparth & C.ª de produção e comercialização de instrumentos e edições musicais, ligando-se com Ricardo Felgueiras, empregado da casa. Nasceu, assim, a Firma Neuparth & C.ª, à qual sucedeu Neuparth & Carneiro e, a poucos anos antes de meados do século XX, Valentim de Carvalho, L.da.

## Casamento e descendência
Casou no Porto, Igreja de São Nicolau, a 7 de Setembro de 1891 com Herzília Laura de Sousa Melo (Porto, Miragaia, 8 de Maio de 1867 - 1943), filha de António José de Sousa Melo (Porto, São Nicolau, c. 1842 - c. 1907), Funcionário da Intendência da Marinha, morador na Rua de Miragaia, 11, em Miragaia, Porto, e de sua mulher Rosa Cândida Pinto (Porto, Miragaia, c. 1847 - c. 1917), neta paterna de Manuel José de Sousa Pinto (Ponte de Lima, Ardegão, c. 1817 - c. 1882) e de sua mulher Ana Joaquina de Sousa (Porto, Massarelos, c. 1822 - c. 1892), e neta materna de João José da Costa Arantes (Porto, Miragaia, c. 1822 - c. 1887) e de sua mulher Rosa Cândida Pinto (Porto, Miragaia, c. 1827 - c. 1897), da qual teve quatro filhas e três filhos.
Morreu na  Rua do Loreto, 13 - 3.º, em Lisboa.